# 始皇帝 -勇壮なる闘い-
『始皇帝 -勇壮なる闘い-』（しこうてい ゆうそうなるたたかい、原題：大秦直道）は、2009年の中国のテレビドラマ。製作費4.5億円。全45話。

## 概要
紀元前221年の秦による中国統一後、万里の長城や始皇帝陵と並び称される秦直道建造プロジェクトの物語。
中国では途中で放映が打ち切られ、またDVDビデオ等も発売されなかったとのことであるが理由不明である。日本では手を入れられたものが放映ないしDVD販売されており、中国正規版と称する日本向けDVDが販売されているが、これが中国国内に流通しているのかは不明である。

## 背景
匈奴の侵入を防ぐため秦王朝は30万の兵を動員して臨洮から遼東まで万里の長城を築いた。この工事には30万の民も駆り集められた。
辺境で働く60万人の食料を供給するには、幾つもの山を越え、内地から輸送するしかなかった。900キロメートルに及ぶ険しい道のりは、厳しい気象条件に加え、盗賊に襲われる危険性もある。輸送はまさに困難を極めた。
このドラマで匈奴は「胡人（フー・レン）」と呼ばれている。胡人とは古代、中原の北西地域に暮らしていた少数民族の総称である。殷・周代は戎狄（じゅうてき）と呼ばれていた。
西周末期には犬戎が都の鎬京を襲撃し幽王を殺害、周は岐豳を占領され洛邑への遷都を余儀なくされる。戦国末期になると匈奴がオルドスの地を占拠し、咸陽まで200キロメートルの地に迫る。騎兵が1日で到着する距離である。
匈奴が隆盛を極めたのは、頭曼と冒頓の時代である。匈奴の王・頭曼は撐犁孤塗単于（とうりことぜんう）の称号を持つ。「撐犁」とは“天”、「孤塗」とは“子”、「単于」は“広大な貌（かたち）”という意味である。
匈奴の祖先は夏王朝・黄帝の血を引いており、殷代に北方に逃れたという。紀元前3世紀に北方の遊牧民族と融合し匈奴となった。その勢力は、東は遼河、西はパミール高原、南は長城、北はバイカル湖に及んだ。紀元4世紀、匈奴は漢民族や他民族と融合し消滅した。
一方で、一部はヨーロッパへ至り、ローマ帝国の滅亡に多大な影響を与えることとなる。その後ヨーロッパの民族と同化する。

## あらすじ
秦を横断する長城と縦断する直道。
秦を南北に一直線に貫く“直道（ちょくどう）”は万里の長城や兵馬俑と並び称され、“人類最古の高速道路”とも呼ばれる貴重な古代街道の遺跡である。『史記・秦始皇本記』には「九原から雲陽まで、山を掘り谷を埋めて直通の道を開いた」と記されている。
秦の将軍・蒙恬が30万人を動員し2年半を費やして建設した、この2千年前の高速道路は、全長約900キロメートル、道幅は平均30メートル、広い場所では80メートルに及び、現在の内モンゴル包頭市からオルドス市を縦断し、秦の都・咸陽へと続く。
直道は紀元前209年に完成し、清代に至るまでその役割を果たした。

## スタッフ
- 監督：蕭鋒
- 脚本：林海鴎

## 主題歌
- 《大秦歌》YouTube（オープニングとエンディングは別アレンジ）
作詞：馬寧生、作曲：王黎光、歌：額尓古邦楽隊、演奏：北京影視愛楽楽団

## 登場人物・出演者
- 始皇帝：コウ・シーシュン（中国語版）（寇世勲）
秦朝の初代皇帝。
- 玉娘（ぎょくじょう）：叢珊（中国語版）
始皇帝の寵妃で胡亥の母。皇太后（始皇帝の母）から玉の腕輪を授かる。
- 扶蘇：チェン・ホウフォン（程皓楓）
始皇帝の長子。直道建造の監軍として北方に派遣される。
- 胡亥：沈泰
始皇帝の末子。秦の二世皇帝。
- 趙高：畢彦君
このドラマで趙高は趙の王族の出身で幼き日の始皇帝や玉娘と幼馴染の設定である。しかし、母親の刑罰により没落して宦官になった境遇を恨み、「いつか人々の上に君臨したい」という野心を抱いている。
- 蒙武：狄剣青
蒙恬と蒙毅の父。北方の国境地帯と都を結ぶ直道の建造を訴える。
- 蒙恬：ジャン・ホー（呉京安）
蒙武の息子。始皇帝に重用された将軍で、秦が天下統一を実現したのち北方の匈奴討伐を命じられる。
- 蒙毅：李東学（中国語版）
蒙恬の弟。李斯に代わって秦の廷尉になる。
- 韓騫（かん・けん）：周藝華
秦の副将軍。韓の王族の出身で封建制の復活を望み、中央集権化につながる直道の建造を妨害する。
- 魏青山（ぎ・せいざん）：趙中偉
もう一人の副将軍で、直道建造のための地図を作成する。趙高や韓騫の企てにより殺される。
- 魏霊児：ヤン・ミー（楊冪）
魏青山の娘で後に始皇帝の養女になる。
- 魏大貴：馬強
蒙恬の部下で魏青山の甥。後に蒙恬の養子となり、名を蒙達と改める。
- 王賁：鄧紫飛（中国語版）
秦の将軍。蒙恬が亡くなったあと、直道建造を引き継ぐ。
- 王綰：馬精武（中国語版）
秦の丞相。封建制を主張し、始皇帝から罷免される。
- 李斯：張子健（中国語版）
秦の廷尉。咸陽と旧六国を結ぶ馳道（中国語版）（ちどう）の建設を上奏する。罷免された王綰の後を継いで秦の丞相となる。
- 李由：姜世卓
李斯の息子。
- 李賢：張璇（中国語版）
李斯の娘。扶蘇に嫁ぐが、李斯を嫌う扶蘇からは疎まれる。
- 頭曼単于：蘇徳
匈奴の単于。
- 冒頓太子：任天野（中国語版）
頭曼の息子。匈奴の太子。かつて月氏の人質になっていた。紀元前205年以降、冒頓とその子孫は断続的に月氏を攻め、はるか西のアムダリア川流域に追いやった。
- 満珠：烏蘭其其格
月氏の公主で冒頓太子の妃。月氏は別名を禺知（ぐち）という。古くはオルドス地方に住み、戦国時代に甘粛省の張掖から敦煌一帯に移った遊牧民族である。
- 徐福：張栄生
方士。不老不死の霊薬を探しに行く。
- 淳于越（中国語版）（じゅんう・えつ）：関景利
儒学者で、巨石に書かれた古文が「秦を滅ぼす者は胡なり」であることを解読する。始皇帝の治政を批判し、焚書坑儒によって処刑される。
- 淳于喬女（じゅんう・きょうじょ）：蒋婧
淳于越の娘。扶蘇の思い人。
- 高漸離：王海平
筑の名手。始皇帝を暗殺しようとする。
- 呂班：劉興盛
隊商を率いる商人で、呂不韋の甥。呂不韋の形見である玉の腕輪を持っている。
- 子嬰
二世皇帝・胡亥廃位後、即位する。ドラマでは子嬰の出自は語られていない。